# Zapovednik

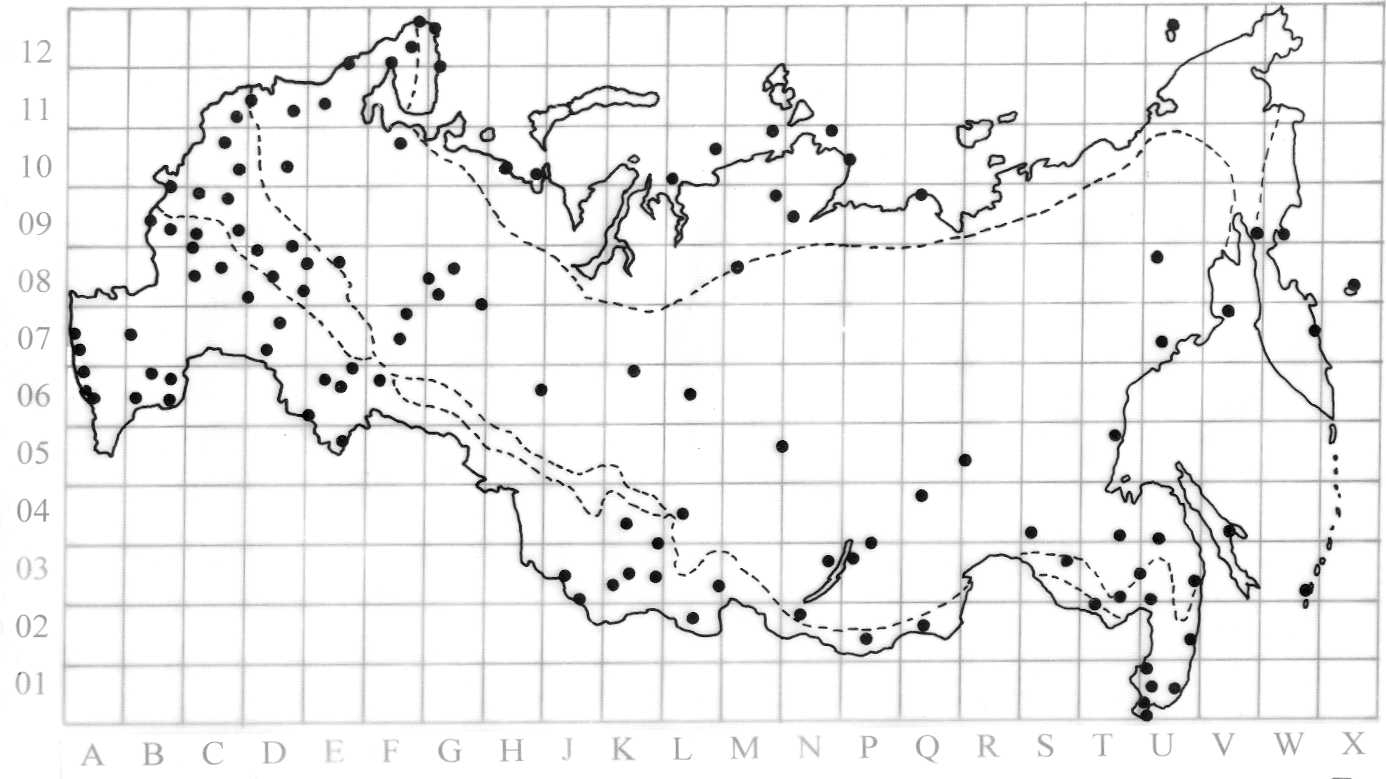
Carta delle zapovednik in Russia.

Vengono chiamate zapovednik (in russo заповедник?; in ucraino Заповідник?, zapovidnyk) alcune aree protette con status giuridico speciale presenti in Russia e in altri Stati post-sovietici. Al momento della dissoluzione dell'Unione Sovietica, ve ne erano più di cento.
Le zapovednik sono la principale categoria nazionale per le riserve naturali in Russia e sono delle riserve naturali integrali, dove l'accesso al pubblico è completamente vietato, tranne in casi particolari. Figurano nella categoria di protezione più alta possibile nella Classificazione internazionale delle aree protette stilata dalla IUCN.
Oltre alle classiche riserve naturali, può essere attribuito lo status di zapovednik anche ad aree, edifici o strutture di importanza storica, culturale o storico-artistica, nonché a luoghi rilevanti per la memoria collettiva della società. Pertanto, la tipica traduzione del termine con «riserva naturale» è riduttiva.
All'interno dei confini di una zapovednik non è consentita alcuna attività economica che contraddica lo scopo della sua creazione o rappresenti una minaccia ai normali processi naturali. Pertanto, è severamente vietato entrare nella zona centrale di una zapovednik. L'ingresso è consentito, in casi rarissimi, solo agli scienziati e a pochi turisti (che partecipano ufficialmente a studi scientifici). La zona centrale di una zapovednik è solitamente circondata da una zona cuscinetto in cui è consentito un utilizzo limitato del suolo. La pesca, il disboscamento, i lavori di costruzione, la costruzione di strade e numerose altre attività sono severamente proibite.
Una zapovednik è una persona giuridica, ha un'apposita amministrazione guidata da un direttore e un suo servizio di sicurezza, nonché sottodipartimenti scientifici. Le violazioni del regime giuridico possono essere portate in tribunale. Ogni zapovednik ha il proprio budget e una propria infrastruttura, che comprende anche uno staff permanente (tra cui un direttore, diversi ranger e consulenti scientifici).
In Russia si trovano 101 zapovednik, che coprono una superficie complessiva di 330000 km², pari a circa l'1,4% del territorio del paese. Comprendono piccole porzioni isolate di steppa, ma anche vasti territori in Siberia e nell'Artico: le loro dimensioni vanno da Galič'ja Gora, con una superficie di appena 2,31 km², alla riserva naturale del Grande Artico, che copre 41692 km². Il Ministero delle Risorse Naturali e dell'Ambiente è responsabile della gestione di 99 delle 101 zapovednik. Delle due eccezioni, quella degli Ilmen è sotto l'amministrazione dell'Accademia russa delle scienze e la già ricordata Galič'ja Gora sotto quella dell'Università statale di Voronež.